# Префектура Фукушима
Фукушима (Јапански:福島県; Fukushima-ken) је префектура у Јапану која се налази у региону Тохоку на острву Хоншу. Главни град је Фукушима.